# Tour de France 1948
| 35. Tour de France 1948 – Endstand |                     |                           |
| Streckenlänge                      | 21 Etappen, 4922 km | 21 Etappen, 4922 km       |
| Toursieger                         | Gino Bartali        | 147:10:36 h (33,443 km/h) |
| Zweiter                            | Albéric Schotte     | + 26:16 min               |
| Dritter                            | Guy Lapébie         | + 28:48 min               |
| Vierter                            | Louison Bobet       | + 32:59 min               |
| Fünfter                            | Jean Kirchen        | + 37:53 min               |
| Sechster                           | Lucien Teisseire    | + 40:17 min               |
| Siebenter                          | Roger Lambrecht     | + 49:56 min               |
| Achter                             | Fermo Camellini     | + 51:36 min               |
| Neunter                            | Louis Thiétard      | + 55:23 min               |
| Zehnter                            | Raymond Impanis     | + 1:00:03 h               |
| Bergwertung                        | Gino Bartali        | 62 P.                     |
| Zweiter                            | Apo Lazarides       | 43 P.                     |
| Dritter                            | Jean Robic          | 38 P.                     |
| Teamwertung                        | Belgien             | Belgien                   |

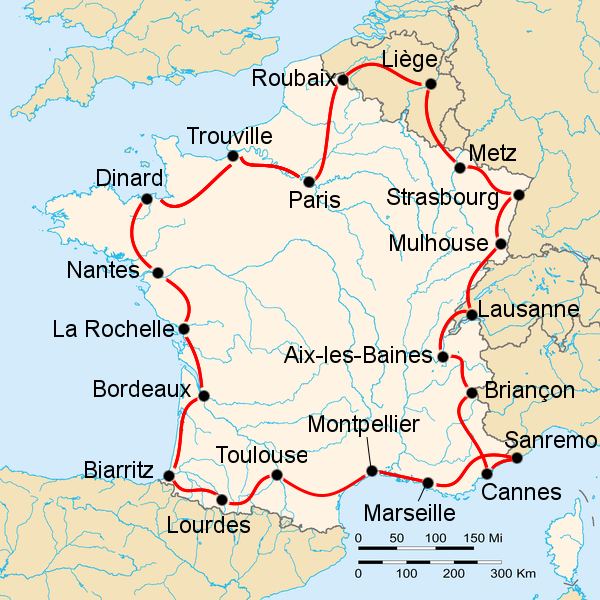
Strecke der Tour de France 1948

Die 35. Tour de France führte vom 30. Juni bis 25. Juli 1948 auf 21 Etappen über 4922 Kilometer gegen den Uhrzeigersinn durch Frankreich. Start und Ziel waren in Paris. Am Start waren 12 Mannschaften mit jeweils 10 Radrennfahrern.

## Rennverlauf
Die Tour wurde vom Italiener Gino Bartali dominiert, der sieben Etappen für sich entschied und am Ende der Rundfahrt über 26 Minuten Vorsprung auf den Zweitplatzierten herausfuhr. Der Bergfahrer, der bereits die Tour 1938 gewonnen hatte, sicherte sich zudem die Bergwertung. Bartali ist bis heute derjenige Fahrer, zwischen dessen Toursiegen der größte Abstand liegt.
Schon auf der ersten Etappe gewann Bartali, konnte das Gelbe Trikot des Spitzenreiters aber nur für einen Tag tragen. Die sechste Etappe nach Biarritz gewann Louison Bobet. Er übernahm die Führung der Gesamtwertung, die er auch in den anschließenden Pyrenäenetappen verteidigen konnte. Auf der Etappe ins italienische Sanremo stand er wegen eines Furunkels kurz vor der Aufgabe, kämpfte sich jedoch ins Ziel und konnte am nächsten Tag in Cannes nach einem Etappensieg weiterhin in Gelb fahren. Erst in den Alpen musste der Franzose das Trikot nach drei Tagessiegen Bartalis in Folge wieder abgeben.
Von den 120 gestarteten Fahrer wurden 16 ausgeschlossen, weil sie auf der dritten bis 18. Etappe jeweils auf dem letzten Platz der Gesamtwertung lagen. Damit erschwerte Tourdirektor Jacques Goddet den Wasserträgern die Rundfahrt, da sie nun auch um ihre eigene Platzierung fahren mussten. In Paris wurden 44 Fahrer gewertet, Bartali hatte die Strecke in einer Durchschnittsgeschwindigkeit von 33,443 km/h bewältigt.

## Die Etappen
| Etappen    | Start – Ziel                  | km        | Etappensieger     | Gelbes Trikot   |
| ---------- | ----------------------------- | --------- | ----------------- | --------------- |
| 1. Etappe  | Paris – Trouville-sur-Mer     | 237       | Gino Bartali      | Gino Bartali    |
| 2. Etappe  | Trouville-sur-Mer – Dinard    | 259       | Vincenzo Rossello | Jean Engels     |
| 3. Etappe  | Dinard – Nantes               | 251       | Guy Lapébie       | Louison Bobet   |
| 4. Etappe  | Nantes – La Rochelle          | 166       | Jacques Pras      | Roger Lambrecht |
| 5. Etappe  | La Rochelle – Bordeaux        | 262       | Raoul Remy        | Roger Lambrecht |
| 6. Etappe  | Bordeaux – Biarritz           | 244       | Louison Bobet     | Louison Bobet   |
| 7. Etappe  | Biarritz – Lourdes            | 219       | Gino Bartali      | Louison Bobet   |
| 8. Etappe  | Lourdes – Toulouse            | 261       | Gino Bartali      | Louison Bobet   |
| 9. Etappe  | Toulouse – Montpellier        | 246       | Raymond Impanis   | Louison Bobet   |
| 10. Etappe | Montpellier – Marseille       | 248       | Raymond Impanis   | Louison Bobet   |
| 11. Etappe | Marseille – Sanremo (ITA)     | 245       | Gino Sciardis     | Louison Bobet   |
| 12. Etappe | Sanremo (ITA) – Cannes        | 170       | Louison Bobet     | Louison Bobet   |
| 13. Etappe | Cannes – Briançon             | 274       | Gino Bartali      | Louison Bobet   |
| 14. Etappe | Briançon – Aix-les-Bains      | 263       | Gino Bartali      | Gino Bartali    |
| 15. Etappe | Aix-les-Bains – Lausanne (CH) | 256       | Gino Bartali      | Gino Bartali    |
| 16. Etappe | Lausanne (CH) – Mülhausen     | 243       | Edward Van Dijck  | Gino Bartali    |
| 17. Etappe | Mülhausen – Straßburg         | 120 (EZF) | Roger Lambrecht   | Gino Bartali    |
| 18. Etappe | Straßburg – Metz              | 195       | Giovanni Corrieri | Gino Bartali    |
| 19. Etappe | Metz – Lüttich (BEL)          | 249       | Gino Bartali      | Gino Bartali    |
| 20. Etappe | Lüttich (BEL) – Roubaix       | 228       | Bernard Gauthier  | Gino Bartali    |
| 21. Etappe | Roubaix – Paris               | 286       | Giovanni Corrieri | Gino Bartali    |